# Robert Pérez Palou
Robert Pérez Palou (Liñola, 21 de marzo de 1948) es un pintor retratista.

## Biografía
Robert Pérez Palou nació en Liñola, Lérida, España. Nacido en una familia de agricultores, creció para también ser uno a pesar de sus muestras de talento artístico ya a temprana edad. Sin acceso a educación artística formal, Pérez desarrolló su técnica como autodidacta. En 1988 empezó a pintar profesionalmente y en 1995 abandonó definitivamente las actividades agrícolas para dedicarse por completo a la pintura. Desde entonces ha participado en múltiples exposiciones, incluyendo París, Nueva York, Los Ángeles, Dubái, Japón y Madrid.

## Estilo
Pérez se ha especializado como pintor de retratos utilizando la técnica del pastel. Su dominio de este arte le ha permitido realizar obras con alto nivel de detalle, llegando a ser fotorealistas. GAL ART le describe como “excelente retratista que se expresa a través del pastel; dominando el dibujo y la técnica, desgrana saberes que podría poner al servicio de la belleza espectacular”. Josep Maria Cadena, refiriéndose a Joven Hindú dijo "Es una obra realista realizada en pastel que está muy bien, sobre todo el cuidado de las manos, que suele ser una de las partes más difíciles del cuerpo para dibujar".

## Exhibiciones
- Barcelona, subasta benéfica por Christie's para la Fundación Catalana de Gastroenterología (1997)[7]
- Andorra, Sala del Comú Encamp (2001)
- Lisboa, Exalfa Gallery (2001)
- Tokio, Abudu Gallery Aizu Wakamatsu (2003)
- Nueva York, New Century Artist Gallery (2005)
- Barcelona, Museo Diocesano, ‘Arte y Asistencia Humanitaria’ (2006)[8]
- Barcelona, Saló Internacional d'Art Contemporani (2008)
- Madrid, Museo de Arte contemporáneo 'Conde Duque' (2008)
- Dubái, International Art Fair (2009)
- París, Feria Internacional 'Art Shopping Paris' en el Museo del Louvre (2009)
- Los Ángeles, Latino Art Museum 'The Hollywood Connection' (2010)[9]
- Pequín

## Galería

### Colección Personajes Famosos

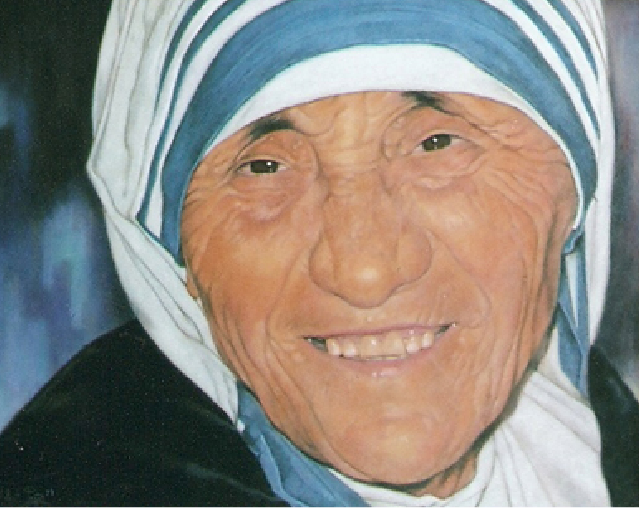
Madre Teresa de Calcuta, 1994
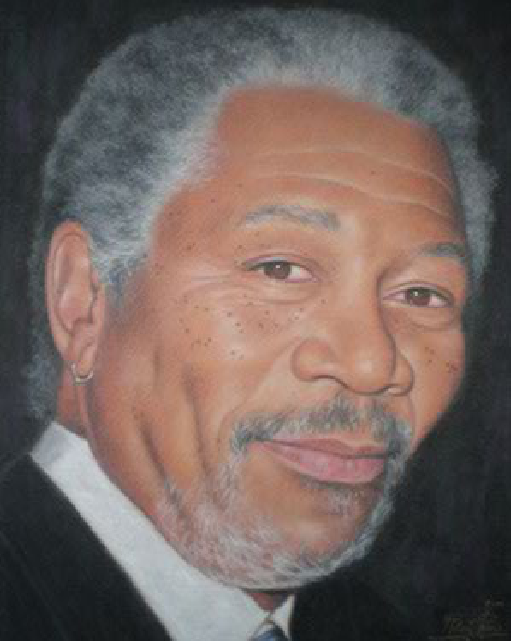
Morgan Freeman, 2010
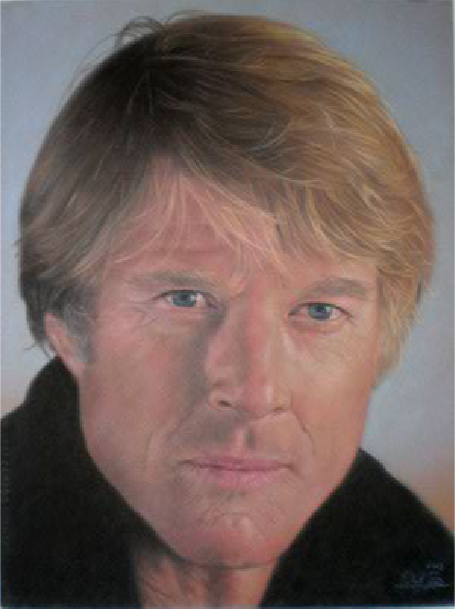
Robert Redford, 2003
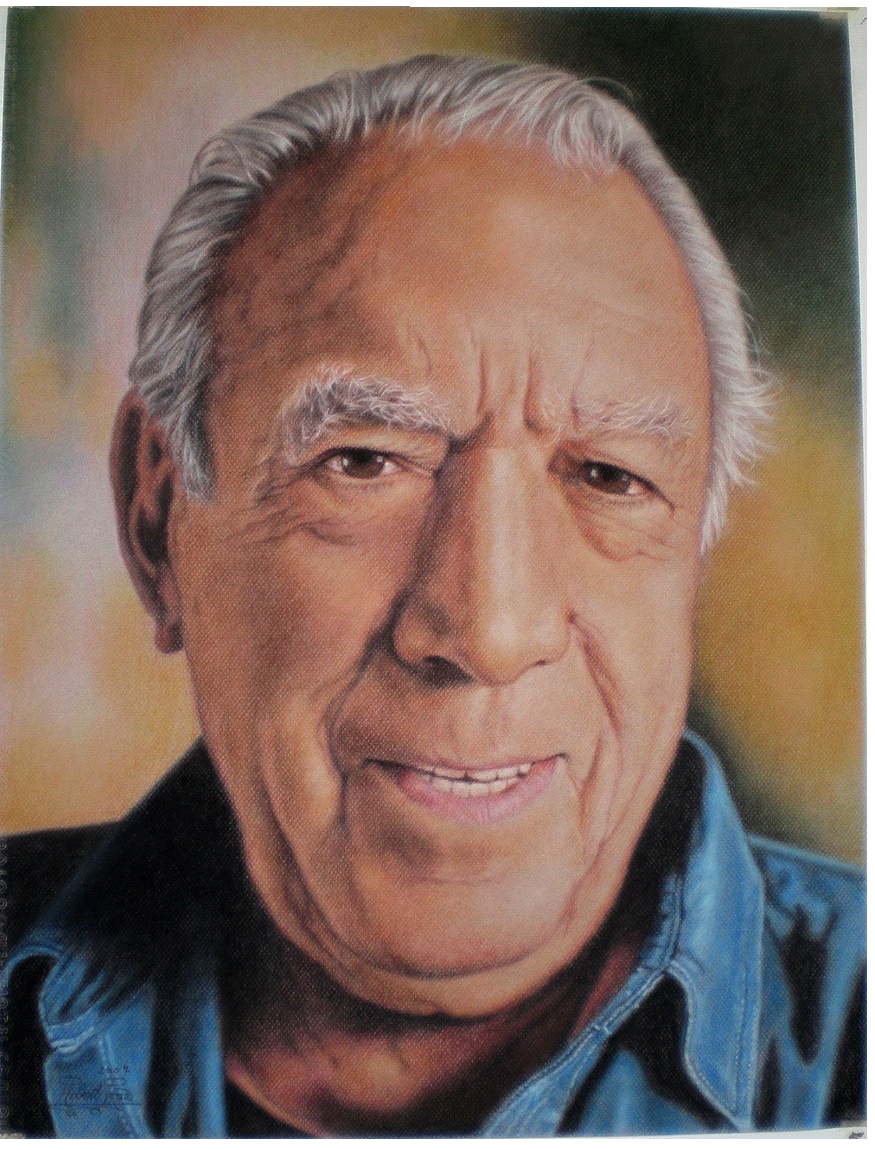
Anthony Quinn, 2007

### Colección Pinturas Étnicas

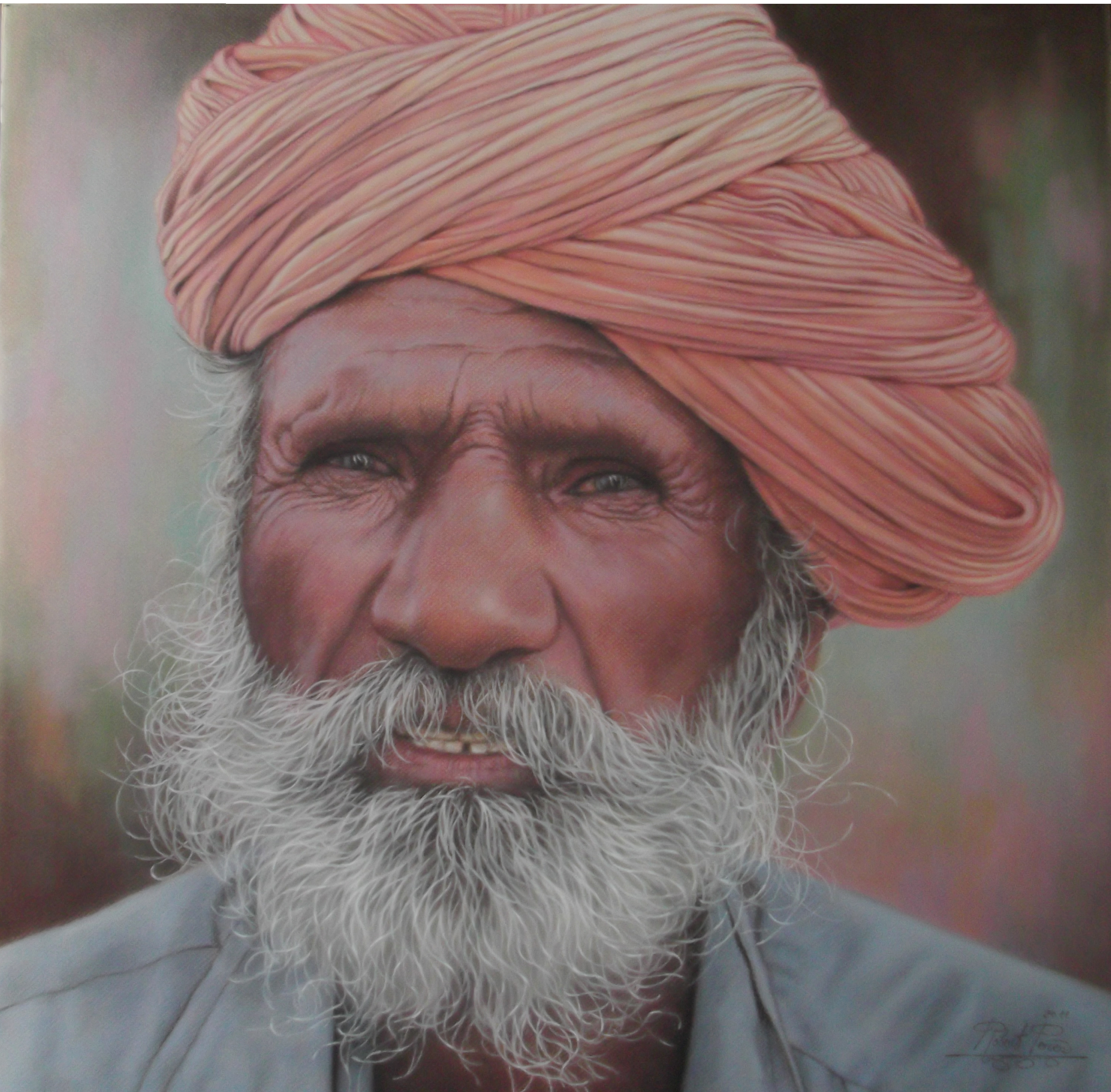
Viejo Hindú, 2011
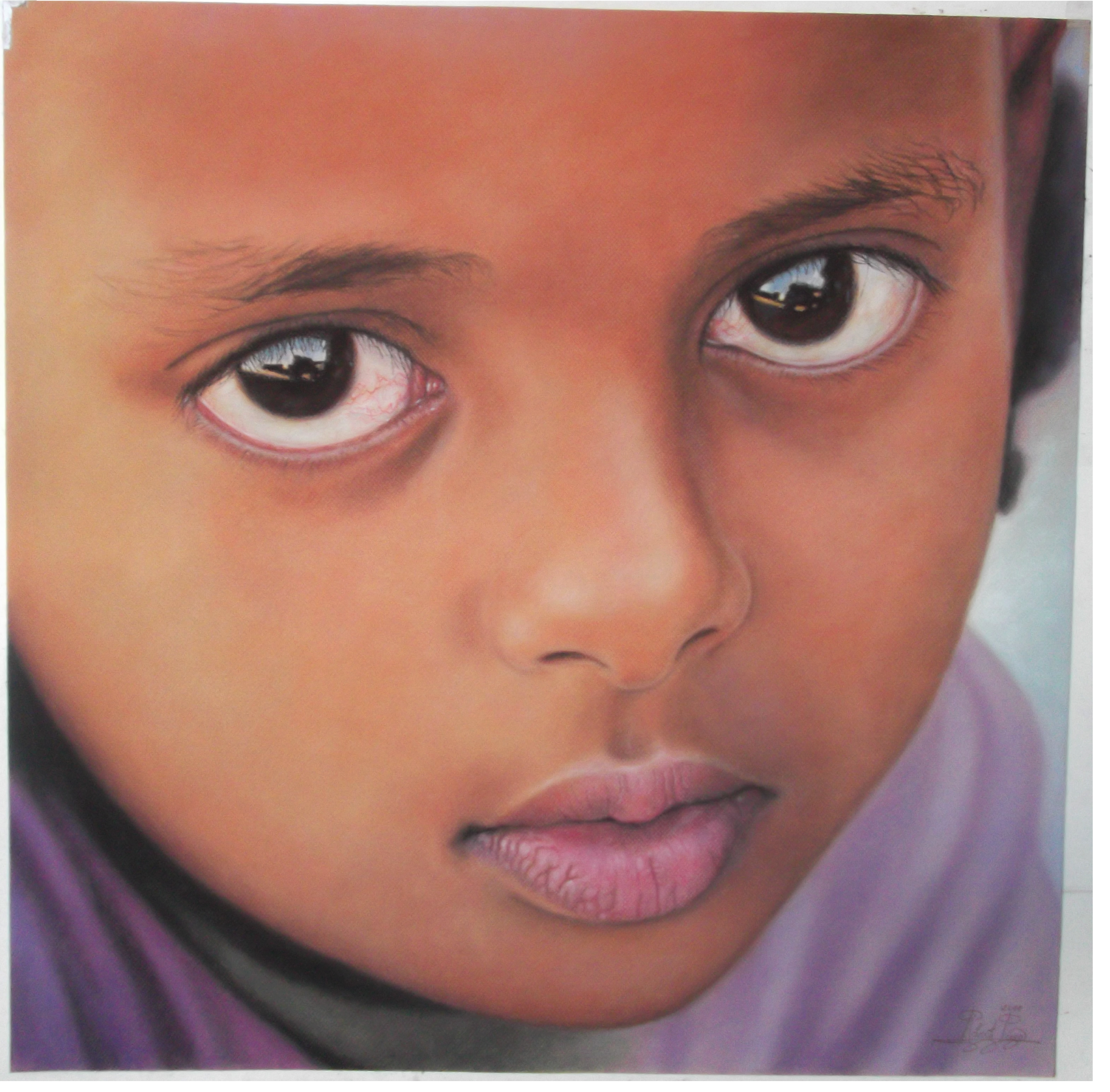
Dulce Mirada, 2011
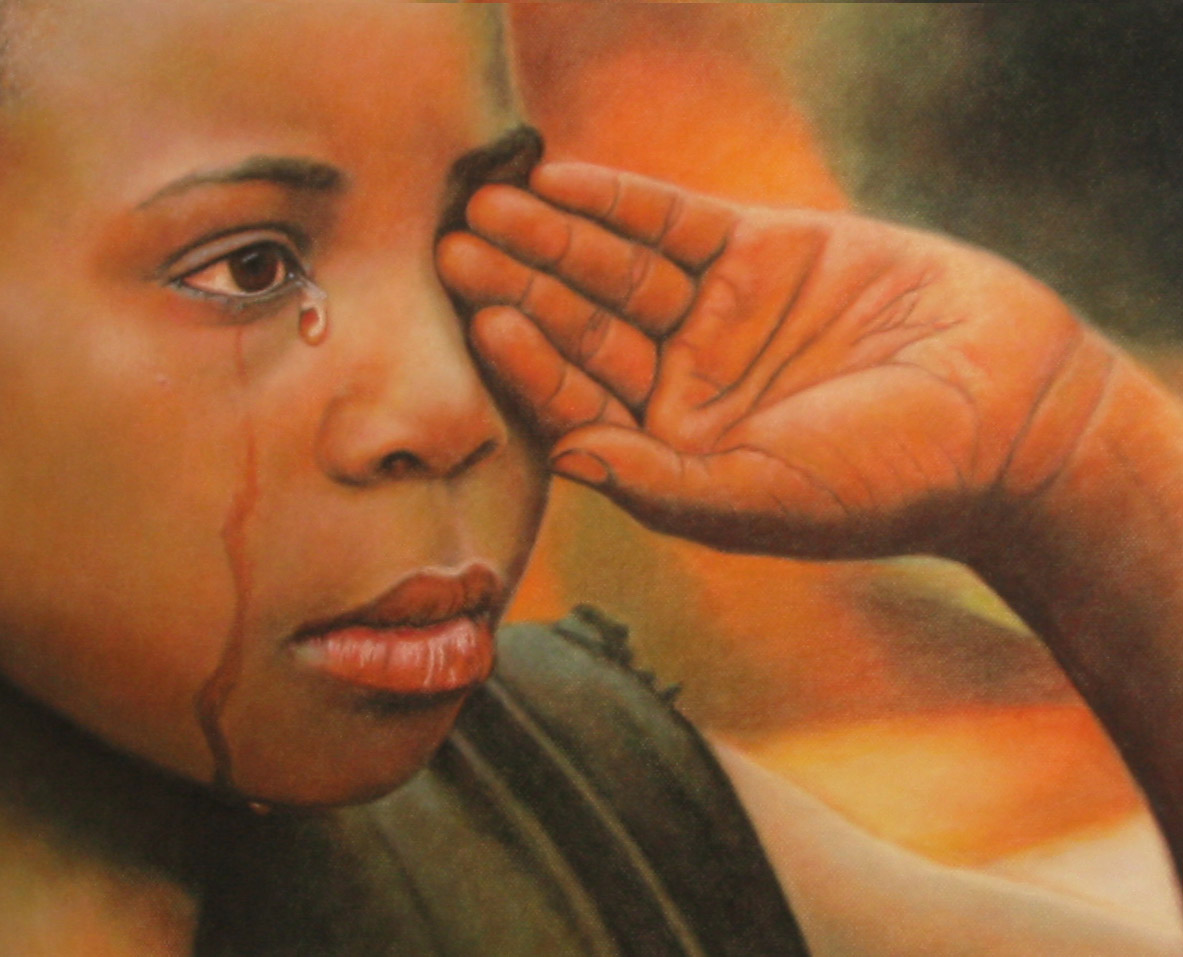
Lágrimas, 1998